# Luže (Chrudimi járás)
Luže település Csehországban, a Chrudimi járásban. Luže Jenišovice, Hluboká, Rosice, Skuteč, Chrast, Hroubovice, Lozice, Střemošice, Leština és Řepníky településekkel határos. Lakosainak száma 2611 fő (2024. január 1.).

## Népesség
A település lakosságának változását az alábbi diagram mutatja:
| Lakosok száma | 3853 | 3922 | 4528 | 3830 | 2816 | 2612 | 2547 | 2560 | 2590 | 2611 |
|               | 1869 | 1890 | 1921 | 1950 | 1980 | 2001 | 2017 | 2019 | 2022 | 2024 |